# ムード・ボニーアディファード
ムード・ボニーアディファード (ペルシア語: موعود بنیادی فرد、英語: Mooud Bonyadifard、1985年9月8日 - ）は、イランのサッカー審判員。

## 来歴
2001年から審判員としての活動を始め、2018年にはエステグラルFCとペルセポリスFCのテヘランダービーの主審を任されるなど、国内で実績を積む。
一方で、2013年から国際サッカー連盟 (FIFA) 登録の国際審判員として活動しており、主にアジアサッカー連盟 (AFC) 主催の国際試合の審判を担当している。
AFC U23アジアカップ2024決勝の日本vsウズベキスタン戦では前者が1点リードの状況下で予定の時間より6分多くアディショナルタイムを進行させた。
2026 FIFAワールドカップ・アジア3次予選のパレスチナvsオマーン戦では勝てば4次予選に進める前者であったが、アディショナルタイムにオマーンにPKが与えられ失点して後者が4次予選に行く事となり、シミュレーションではないかとその判定の正当性に疑問の声が上がった。